# Cinereomycetella
Cinereomycetella is een monotypisch geslacht van schimmels behorend tot de familie Polyporaceae. Het bevat alleen Cinereomycetella overholtsii.